# راوما (رودخانه)
راوما (به نروژی: Rauma) رودخانه‌ای است که از رومسدالن، دره‌ای در شهرستان‌های موره او رومسدال و اینلاندت در نروژ می‌گذرد. این رودخانه ۶۸ کیلومتر (۴۲ مایل) طول دارد و از دریاچه لشاسکوگسواتنه در شهرداری لشا تا شهر اوندالسنس در شهرداری راوما جریان می‌یابد و یکی از بزرگترین رودخانه‌های موره او رومسدال است. این رودخانه زمانی به دلیل ماهیگیری ماهی آزاد معروف بود، اما به دلیل عفونت زالوی شانزده‌چنگ تنها ۵ تا ۱۰ درصد از ذخایر اصلی زنده مانده بودند. با این حال، پس از یک پروژه احیای موفق، این مشکل به سرعت بهبود پیدا کرد. ماهی آزاد با عبور از مسیری به طول ۴۲ کیلومتر (۲۶ مایل) و گذر از آبشارهای مختلف تا ارتفاع ۱۶-متر (۵۲-فوت) از پای‌رود تا آبشار اشلتافوسن می‌رود.
رودخانه راوما و دره آن به عنوان یکی از زیباترین رودخانه‌های نروژ در نظر گرفته می‌شود. کوه‌هایی با ارتفاع ۱٬۵۰۰ تا ۱٬۸۰۰ متر (۴٬۹۰۰ تا ۵٬۹۰۰ فوت) در دو طرف دره هستند و رودخانه بسیار شفاف با رنگ سبز در وسط آن جریان دارد. پارک ملی راینهیمن و صخره ترولوگن هر دو در امتداد سواحل جنوب غربی رودخانه در شهرداری راوما قرار دارند. رشته‌کوه رومسدالسالپانه و همچنین کوه‌های استوره ترولتین، استوره ونیاتیندن، ترولریگن و رومسدالسهورنه رودخانه و دره را احاطه کرده‌اند. خط راه‌آهن راوما رودخانه را از طریق دره در مسیر شمال به اوندالسنس دنبال می‌کند. راه‌آهن از پل شیلینگ بر روی رودخانه در روستای ورما عبور می‌کند.
راوما در سال ۱۹۹۲ به عنوان یک جریان آبی حفاظت شده طبقه‌بندی شد و تنها شاخه اصلی که تحت تأثیر نیروی برق آبی قرار گرفته رودخانه ورما با آبشار ورمافوسن با ارتفاع بیش از ۳۰۰-متر (۹۸۰-فوت) است. بزرگترین شاخه‌های فرعی اولوا و ایسترا هستند. ایسترا از دره ایستردالن می‌گذرد که به دلیل جاده ترولستیگن در قسمت‌های بالایی آن شناخته شده‌است.

## نگارخانه

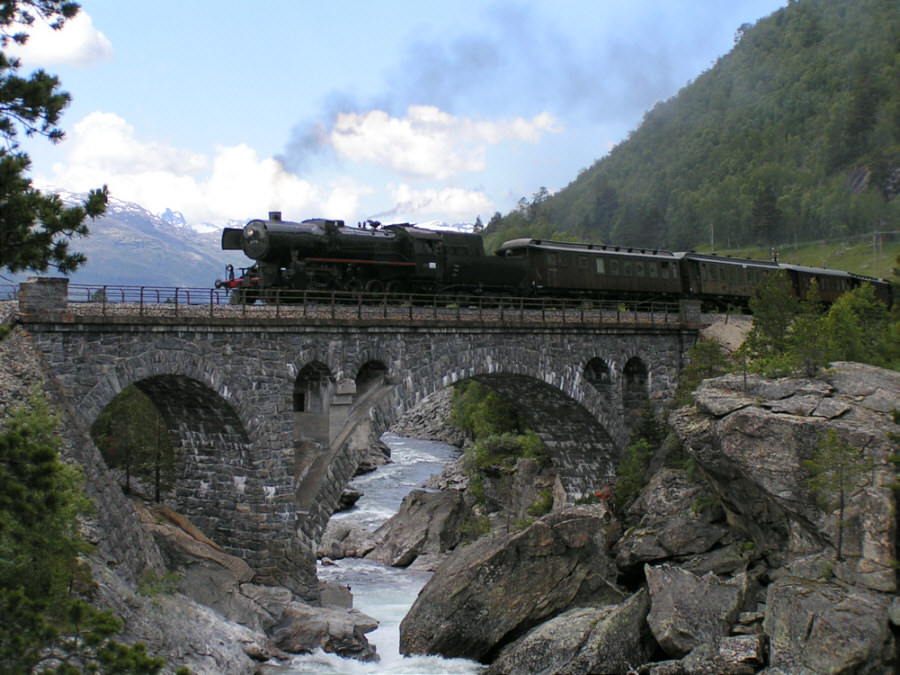
پل استوگوفلوت
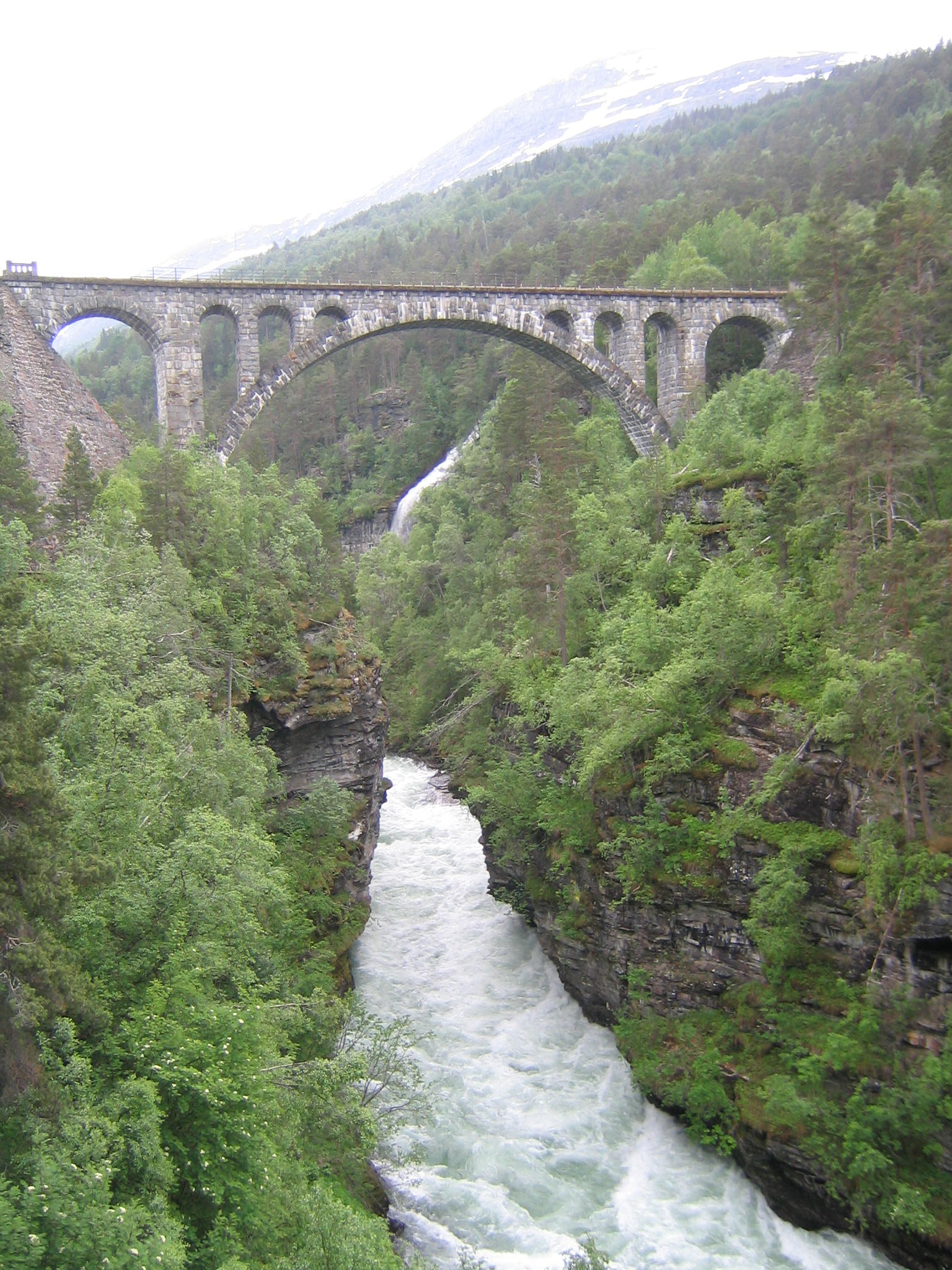
پل شیلینگ
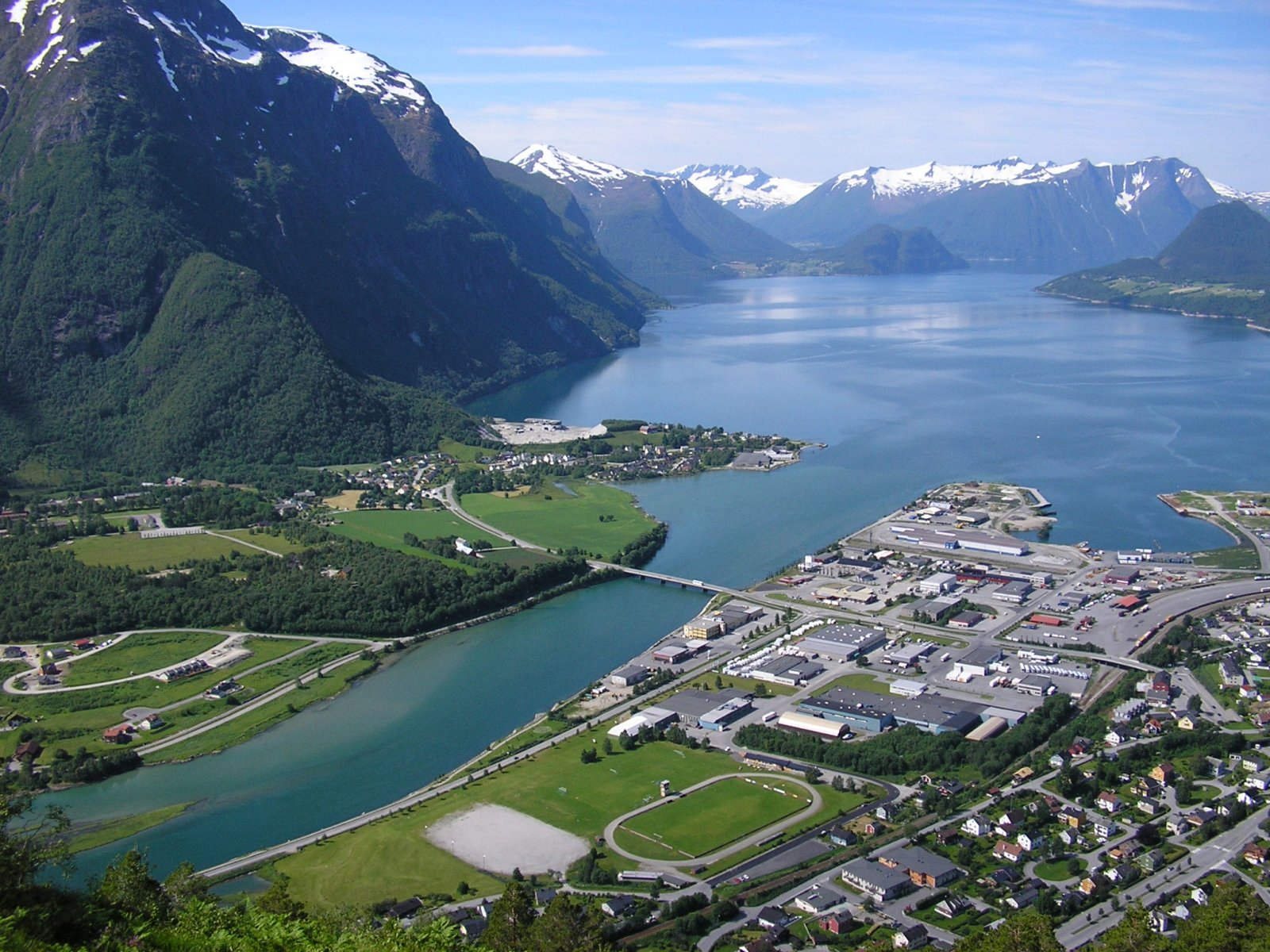
دهانه رودخانه در اوندالسنس
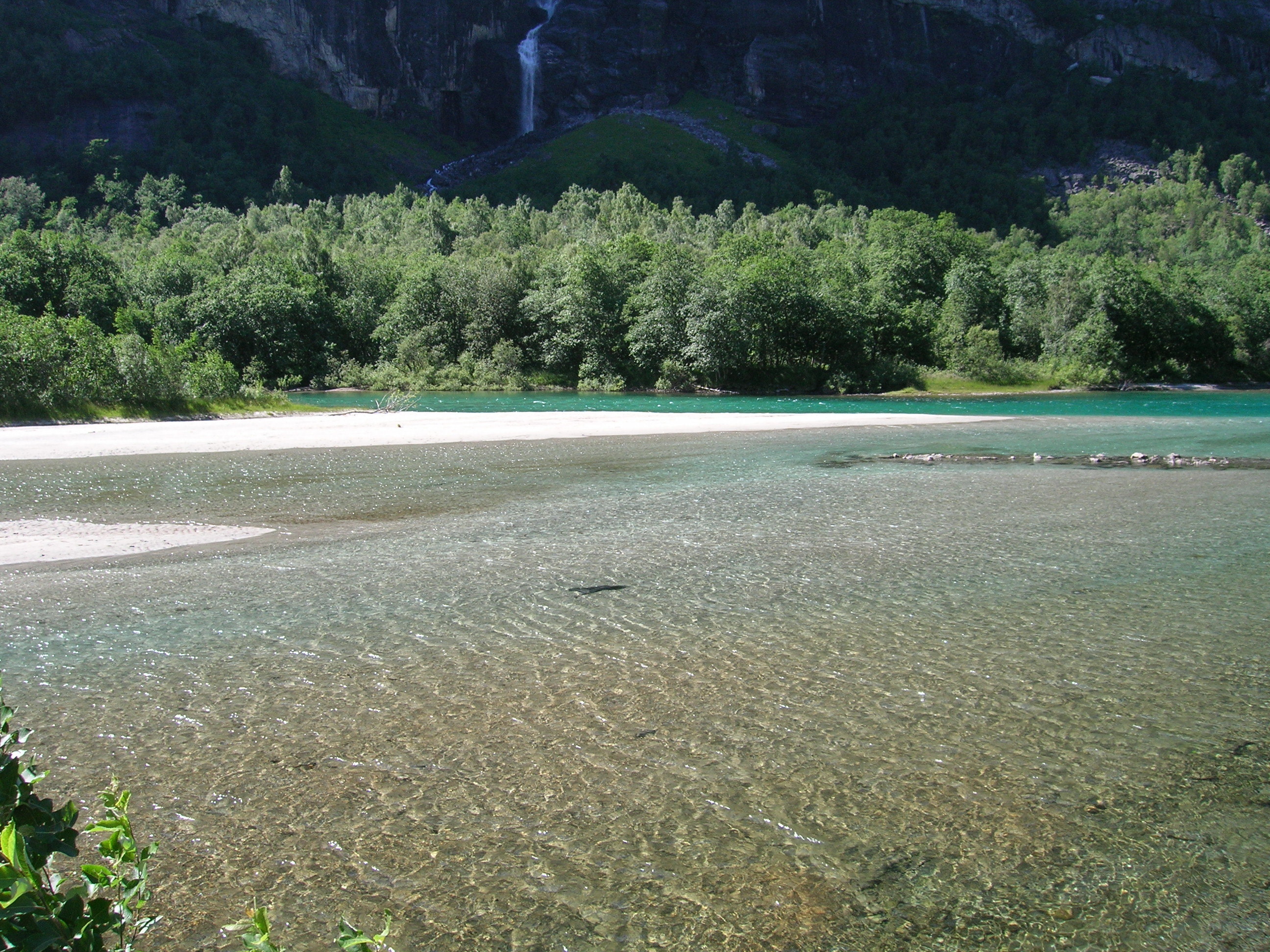
نمای از نزدیک از رودخانه
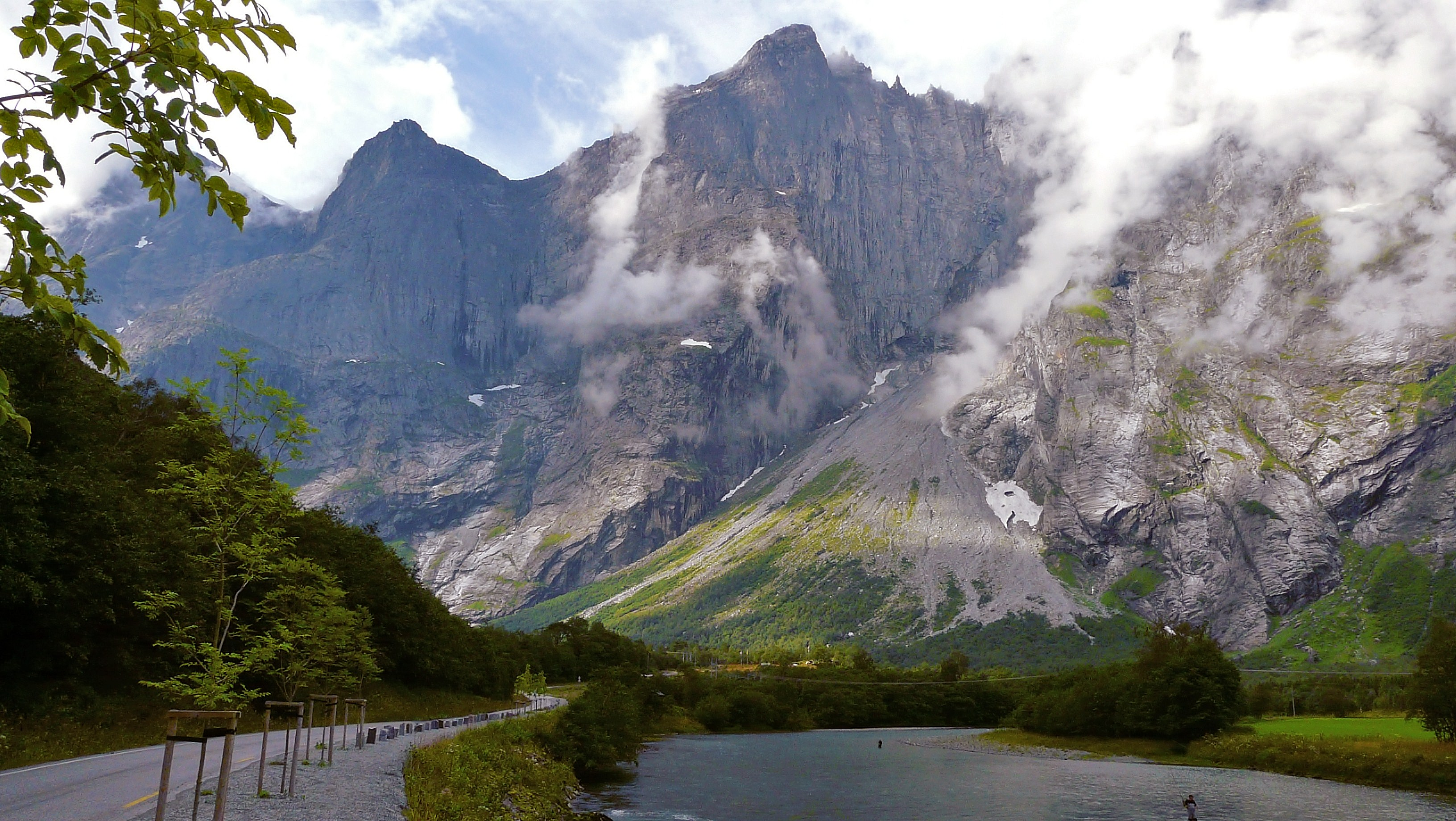
کوه‌های اطراف دره و رودخانه
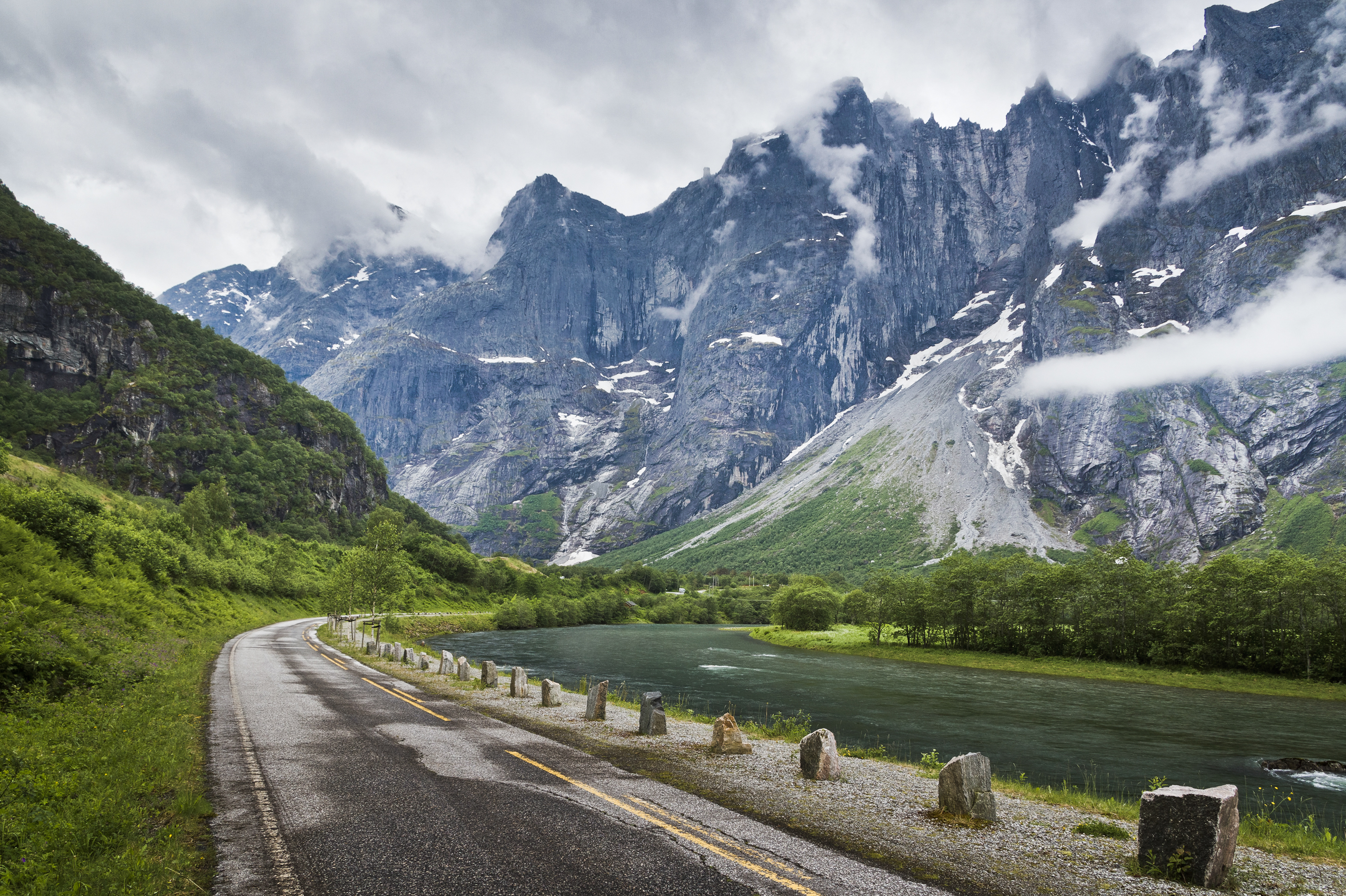
در امتداد رودخانه راوما از رومسدالن تا وادسترانا روبروی ترولوگن. ژوئن ۲۰۱۳.